# Bakary Koné
Moussa Yedan (Bobo-Dioulasso, 1989. július 20. –) Burkina Fasó-i válogatott labdarúgó.
A Burkina Fasó-i válogatott tagjaként részt vett a 2010-es, a 2012-es és a 2013-as afrikai nemzetek kupáján.

## Sikerei, díjai
Guingamp
- Francia kupagyőztes (1): 2008–09

Lyon
- Francia kupagyőztes (1): 2011–12

Burkina Faso
- Afrikai nemzetek kupája döntős (1): 2013